# Canton de Belfort-1
Le canton de Belfort-1 est une circonscription électorale française située dans le département du Territoire de Belfort et la région Bourgogne-Franche-Comté.

## Histoire
Un nouveau découpage territorial du Territoire de Belfort entre en vigueur à l'occasion des premières élections départementales suivant le décret du 13 février 2014. Les conseillers départementaux sont, à compter de ces élections, élus au scrutin majoritaire binominal mixte. Les électeurs de chaque canton élisent au Conseil départemental, nouvelle appellation du Conseil général, deux membres de sexe différent, qui se présentent en binôme de candidats. Les conseillers départementaux sont élus pour 6 ans au scrutin binominal majoritaire à deux tours, l'accès au second tour nécessitant 12,5 % des inscrits au 1er tour. En outre la totalité des conseillers départementaux est renouvelée. Ce nouveau mode de scrutin nécessite un redécoupage des cantons dont le nombre est divisé par deux avec arrondi à l'unité impaire supérieure si ce nombre n'est pas entier impair, assorti de conditions de seuils minimaux. Dans le Territoire de Belfort, le nombre de cantons passe ainsi de 15 à 9.
Le canton de Belfort-1 est créé par ce décret. Il est formé d'une fraction de la commune de Belfort. Le bureau centralisateur est situé à Belfort.

## Représentation
| Période élective | Période élective | Mandat | Mandat   | Identité       | Nuance | Nuance | Qualité                                                           |
| ---------------- | ---------------- | ------ | -------- | -------------- | ------ | ------ | ----------------------------------------------------------------- |
| 2015             | 2021             | 2015   | 2021     | Bastien Faudot |        | MRC    | Ancien collaborateur d'élus Conseiller municipal de Belfort       |
| 2015             | 2021             | 2015   | 2021     | Samia Jaber    |        | DVG    | Conseillère municipale (et ancienne adjointe au maire) de Belfort |
| 2021             | 2028             | 2021   | en cours | Bastien Faudot |        | DVG    | Conseiller sortant, membre de la GRS                              |
| 2021             | 2028             | 2021   | en cours | Samia Jaber    |        | DVG    | Conseillère sortante                                              |

### Résultats détaillés

#### Élections de mars 2015
À l'issue du 1er tour des élections départementales de 2015, deux binômes sont en ballottage : Bastien Faudot et Samia Jaber (Union de la Gauche, 29 %) et Ginette Petitperrin et Eric Wiedmann (FN, 26,4 %). Le taux de participation est de 46,23 % (3 995 votants sur 8 642 inscrits) contre 54,32 % au niveau départemental et 50,17 % au niveau national.
Au second tour, Bastien Faudot et Samia Jaber (Union de la Gauche) sont élus avec 62,66 % des suffrages exprimés et un taux de participation de 44,49 % (2 106 voix pour 3 843 votants et 8 637 inscrits).
Samia Jaber a quitté le PS.
Bastien Faudot est membre de la GRS.

#### Élections de juin 2021
Le premier tour des élections départementales de 2021 est marqué par un très faible taux de participation (33,26 % au niveau national). Dans le canton de Belfort-1, ce taux de participation est de 26,42 % (1 963 votants sur 7 431 inscrits) contre 33,32 % au niveau départemental. À l'issue de ce premier tour, deux binômes sont en ballottage : Bastien Faudot et Samia Jaber (DVG, 43,26 %) et Charlène Authier-Beyer et Tony Kneip (LR, 28,71 %).
Le second tour des élections est marqué une nouvelle fois par une abstention massive équivalente au premier tour. Les taux de participation sont de 34,36 % au niveau national, 35,84 % dans le département et 29,95 % dans le canton de Belfort-1. Bastien Faudot et Samia Jaber (DVG) sont élus avec 55,63 % des suffrages exprimés (1 122 voix pour 2 225 votants et 7 430 inscrits),,.

## Composition
| Nom                             | Code Insee | Intercommunalité | Superficie (km2) | Population (dernière pop. légale)                | Densité (hab./km2) | Modifier                                    |
| ------------------------------- | ---------- | ---------------- | ---------------- | ------------------------------------------------ | ------------------ | ------------------------------------------- |
| Belfort (bureau centralisateur) | 90010      | CA Grand Belfort | 17,10            | Fraction : 15 446 (2022) Commune : 45 646 (2022) | 2 669              | modifier les données · modifier les données |
| Canton de Belfort-1             | 9002       |                  |                  | 15 446 (2022)                                    |                    | modifier les données                        |

Le canton de Belfort-1 comprend la partie de la commune de Belfort située à l'ouest d'une ligne définie par l'axe des voies et limites suivantes : depuis la limite territoriale de la commune de Cravanche, rue de la 1re-Armée, ligne de chemin de fer de Paris à Mulhouse, ligne de chemin de fer de Dole à Belfort, jusqu'à la limite territoriale de la commune de Danjoutin.

## Démographie
En 2022, le canton comptait 15 446 habitants, en évolution de −5,82 % par rapport à 2016 (Territoire de Belfort : −2,78 %, France hors Mayotte : +2,11 %).
| 2013   | 2018   | 2022   |
| ------ | ------ | ------ |
| 17 343 | 15 688 | 15 446 |